# Villa Victoria, Mexiko
Villa Victoria är en kommunhuvudort i Mexiko.   Den ligger i kommunen Villa Victoria och delstaten Mexiko, i den sydöstra delen av landet, 90 km väster om huvudstaden Mexico City. Villa Victoria ligger 2 600 meter över havet och antalet invånare är 3 661.
Terrängen runt Villa Victoria är kuperad västerut, men österut är den platt. Runt Villa Victoria är det ganska tätbefolkat, med 166 invånare per kvadratkilometer. Närmaste större samhälle är Amanalco de Becerra, 13,5 km söder om Villa Victoria. Trakten runt Villa Victoria består till största delen av jordbruksmark.